# Bromografo
Il bromografo è uno strumento utilizzato per la fotoincisione in fotografia, in serigrafia, nella stampa offset e in elettronica. Il suo nome deriva dall'uso che se ne faceva in fotografia, dove i negativi usati per la duplicazione erano realizzati in bromuro d'argento.

## Fotografia
Questo strumento è solitamente costruito come una cassetta chiusa, nella quale sono alloggiate una o più lampade separate dal negativo tramite un vetro opalino o smerigliato. Il bromografo è utilizzato per la duplicazione a contatto di negativi, vale a dire riprodurre su carta fotografica un negativo nello stesso identico formato. L'alternativa è l'utilizzo di un ingranditore fotografico.
La riproduzione avviene ponendo sul piano di vetro il negativo e, sopra di esso, la carta fotografica con l'emulsione a contatto col negativo. Chiudendo il coperchio, la sua pressione fa aderire perfettamente carta e negativo al vetro, in modo da evitare sfocature; quindi, si procede a impressionare la carta fotografica accendendo le luci interne del bromografo. L'esposizione può essere fatta a mano o tramite un temporizzatore che accende e spegne le luci per un tempo preimpostato e con grande precisione.

## Elettronica
Il bromografo viene  oggi utilizzato, specialmente in ambiti hobbistici, per la fotoincisione di circuiti stampati (PCB).
Sostanzialmente simile al gemello usato in fotografia, questa variante utilizza solitamente delle lampade a radiazione ultravioletta per impressionare una basetta ramata appositamente presensibilizzata. 
La basetta ramata impressionata deve poi essere incisa in un bagno specifico (solitamente cloruro ferrico -FeCl3-), cioè trattata per eliminare il rame in eccesso.